# Сотайсей Рирон
„Сотайсей Рирон“ или „Сотайсейрирон“ (на японски: 相対性理論, Sōtaisei Riron) е японска рок група създадена и базирана в Токио.
Името на групата означава Теория на относителността на японски. Официално се изписва само на японски, но извън Япония е възприета романизираната ѝ форма.

## История
Сотайсей Рирон е създадена септември 2006 в Токио. Членовете на групата предпочитат да не разкриват детайли от личните си животи, а за самата група се знае изключително малко. Групата изрично забранява снимането по време на техни медийни или концертни изяви. Въпреки интересът на японските медии членовете на Сотайсей Рирон дават интервюта изключително рядко, а информацията, която разкриват е оскъдна и почти винаги обвързана само с музиката им.
Групата има издадени 3 студийни албума, от които най-успешен е „Hi-Fi Anatomia“ достигнал 7-о място в седмичната класация Oricon. Музиката на Сотайсей Рирон е смесица между рок, японски поп, пост-рок, ню уейв и дори джаз. Във всеки албум групата малко или много променя звученето си, но въпреки това остава вярна на рок нишата. Членовете на групата сами пишат, записват и продуцират песните си, което им позволява да имат пълен контрол над крайния продукт.

## Членове
- Ецуко Якушимару (やくしまるえつこ, Yakushimaru Etsuko) – вокалистка
- Сейичи Нагай (永井聖一, Nagai Seiichi) – китарист
- Шуичи Манабе (真部脩一, Manabe Shūichi?) – бас-китарист
- Кенсуке Нишиура (西浦謙助, Nishiura Kensuke) – барабанист

## Албуми
- „Chiffonism“ (シフォン主義, Shifonshugi) (8 май 2008)
- „Hi-Fi Anatomia“ (ハイファイ新書, Haifai Shinsho) (7 януари 2009)
- „Synchroniciteen“ (シンクロニシティーン, Shinkuronishitīn) (7 април 2010)